# I Cenci
I Cenci (The Cenci) è una tragedia in versi di Percy Bysshe Shelley, scritta durante l'estate del 1819. L'opera, ambientata nella Roma del 1599 e nella rocca di Petrella Salto, allora al di fuori dello Stato pontificio, racconta di una giovane donna condannata a morte per parricidio durante il pontificato di Clemente VIII.  L'ispirazione per la tragedia, liberamente tratta dalla vita di Beatrice Cenci, arrivò a Shelley dopo aver visto il ritratto della donna effettuato da Guido Reni.

## Trama
Atto I
Il cardinale Camillo e il conte Francesco Cenci discutono di un omicidio in cui l'aristocratico è implicato e l'eminenza assicura al conte che la sua complicità nel delitto non avrà conseguenze penali se donerà un terzo dei suoi possedimenti alla Chiesa. Il cardinale, in particolare, è interessato ai possedimenti del conte al di là di Porta Pinciana. Oltre che dai problemi con la legge, Cenci è tormentato pure da problemi famigliari, tanto da aver mandato i due figli Rocco e Cristofano a Salamanca, nella speranza che i due vi muoiano di fame. Intanto Beatrice, figlia di Francesco, discute con il prelato Orsino, innamorato di lei, della possibilità di deporre il crudele conte Cenci dalla sua posizione di capo della famiglia. Ma l'appoggio di Orsino alla petizione è solo una facciata: il sacerdote non fa nulla di concreto per aiutare Beatrice, facendo anzi il possibile per renderla sempre più dipendente da lui. Dopo aver scoperto che i figli sono stati uccisi in Spagna, il conte allestisce una festa per celebrare la loro morte e durante il banchetto finge di brindare con il sangue di Rocco e Cristofano. Durante i festeggiamenti, Beatrice chiede aiuto agli ospiti e cerca il loro supporto per liberarsi del tirannico padre, ma tutti hanno troppa paura di Cenci per fare qualcosa.
Atto II
Liberatosi dei figli, Cenci pianifica di sbarazzarsi anche di Beatrice e della nuova moglie Lucretia, che vuole rinchiudere nel suo castello di Petrella. La petizione che Beatrice ha inviato al papa ritorna ancora sigillata, gettando le due donne nello sconforto più totale ora che anche l'ultima possibilità di salvezza è svanita. Orsino intanto incoraggia Giacomo, il figlio del conte, a uccidere il padre per vendicarsi del fatto che il genitore gli abbia sottratto la dote della moglie.
Atto III
Beatrice rivela a Lucretia che il padre l'ha violentata e che lei sente questa contaminazione fisica e spirituale gravare su di lei come una malattia. Orsino e Lucretia decidono allora di assassinare il conte insieme a Beatrice, ma il primo tentativo fallisce. I tre si alleano quindi con Giacomo e i cospiratori decidono che saranno Marzio e Olimpio, i servi di Cenci, a commettere l'omicidio.
Atto IV
Nel castello di Petrella, sul Lago del Salto, Olimpio e Marzio entrano nella camera del padrone per assassinarlo, ma esitano e alla fine rinunciano all'impresa. Beatrice umilia i servi per la loro codardia e minaccia di commettere essa stessa l'omicidio; solo allora Olimpio e Marzio trovano la forza di strangolare Cenci e di gettarne il cadavere dal balcone. Poco dopo Savella, il legato pontificio, arriva con una condanna a morte per Cenci, ma invece finisce per trovare il corpo del condannato appeso al pino che ne ha arrestato la caduta. Savella allora arresta i cospiratori, con l'eccezione di Orsino, che riesce a fuggire.
Atto V
I cinque prigionieri sono portati a processo a Roma, dove Marzio viene torturato e confessa il crimine, implicando però tutta la famiglia Cenci. Beatrice rifiuta di confessare anche dopo le rivelazioni di Giacomo e Lucretia, continuando a professare la propria innocenza. Tutti però vengono giudicati colpevoli e condannati a morte. Bernardo, un altro dei figli di Cenci, prova ad appellarsi al papa chiedendo la grazia per i parenti, ma il pontefice stesso afferma che i Cenci devono morire. Beatrice cammina quindi coraggiosamente verso il patibolo, affermando di essere pronta.

## Origini

### Composizione e stampa
Shelley scrisse la tragedia tra il maggio e il 5 agosto 1819, mentre viveva prima a Roma e poi a Villa Valsovano, presso Livorno. Fu proprio a Livorno che I Cenci furono pubblicati per la prima volta, in una stesura limitata di 250 copie pagate dallo stesso Shelley e stampate da Charles e James Ollier. Shelley scelse di stampare l'opera in Italia perché i costi di pubblicazione erano inferiori che in Inghilterra, dove la tragedia fu pubblicata solo due anni più tardi. I Cenci furono l'unica opera di Shelley ad essere ristampata nel corso della sua vita.

## Rappresentazioni e adattamenti

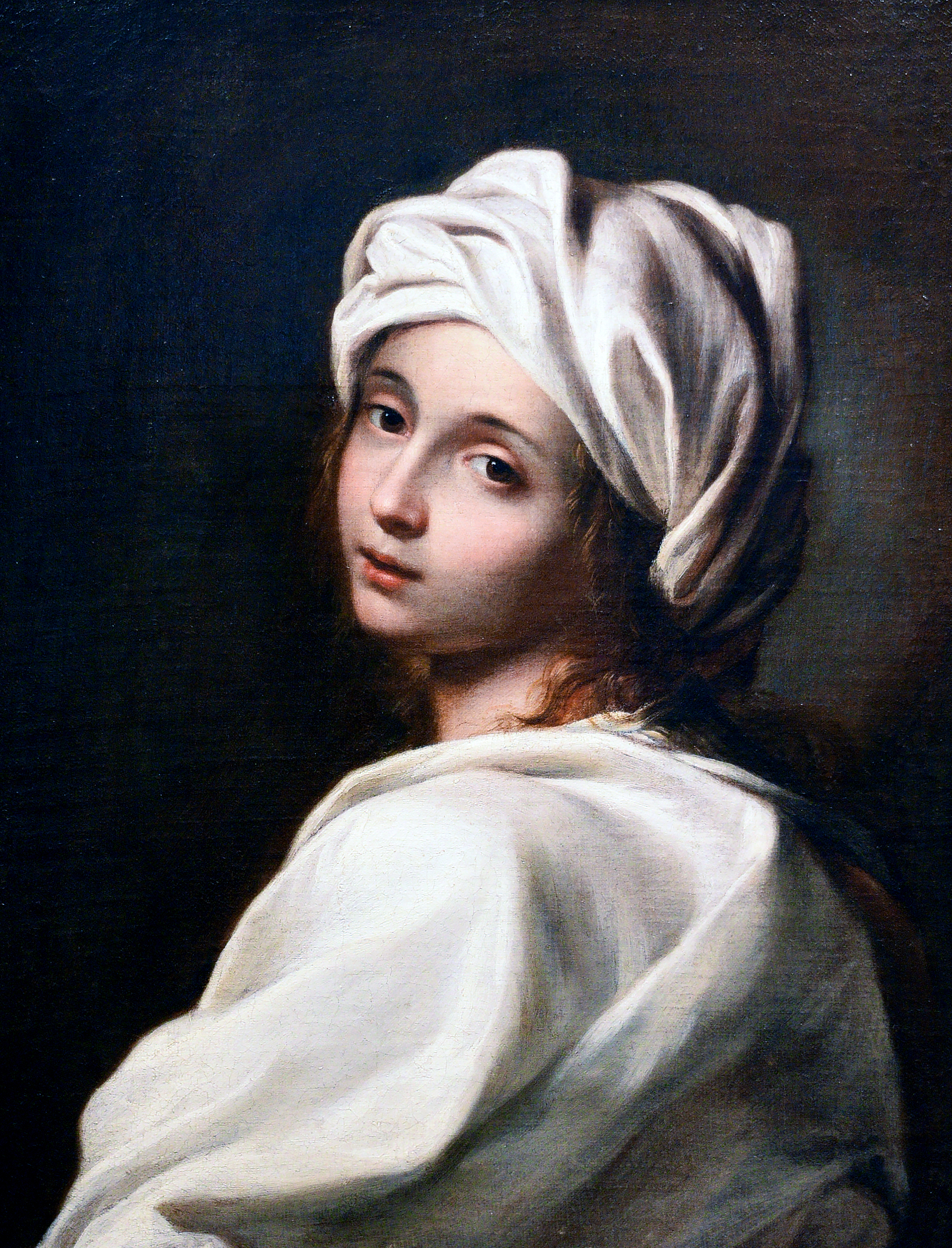
Beatrice Cenci, il ritratto di Guido Reni che ispirò la tragedia a Shelley

### La tragedia a teatro
Al contrario delle tragedie di Lord Byron, destinate alla sola lettura, Shelley desiderava ardentemente che I Cenci venisse portato in scena e tentò in più occasioni di portare l'opera al suo debutto teatrale a Covent Garden. I temi dell'incesto e del parricidio resero la tragedia irrappresentabile sulle scene londinesi della prima metà del XIX secolo e Shelley non realizzò mai il suo sogno di vedere l'opera a teatro. Un primo allestimento fu messo in scena in forma strettamente privata dalla Shelley Society nel 1886, in un allestimento al Grand Theatre di Islington (Londra) davanti a un pubblico selezionatissimo che annoverava Oscar Wilde, George Bernard Shaw e Robert Browning.
I Cenci furono messi in scena a Parigi (1891), Mosca (1919) e Praga (1922), prima che una produzione inglese venisse aperta al pubblico, come finalmente accadde al New Theatre di Londra nel 1922. Nonostante la prima tardiva, I Cenci sono stati riproposti sulle scene londinesi in diverse altre occasioni, tra cui nel 1926, nel 1986 all'Almeida Theatre e nel 1991 al Lyric Theatre. Il successo internazionale dell'opera è legato soprattutto ad Antonin Artaud, che nel 1935 portò la tragedia sulle scene francesi (Les Cenci) seguendo la sua poetica del teatro della crudeltà. Le tecniche surrealiste lo resero sgradito al pubblico e l'opera rimase in cartellone per solo diciassette rappresentazioni; lo stesso Artaud interpretava il conte Cenci oltre a curare la regia, caratterizzata da prolungate sequenze di violenza grafica.

### I Cenciin musica
La tragedia è stata adattata diverse volte in chiave operistica. Il primo a farlo fu Berthold Goldschmidt, che nel 1949 compose l'opera Beatrice Cenci su libretto di Martin Esslin, liberamente ispirato all'opera di Shelley. L'opera, in tre atti, vinse il primo premio al Festival of Britain nel 1951.
Un secondo adattamento fu realizzato nel 1951, con colonna sonora di Havergal Brian. L'opera, intitolata The Cenci e composta di otto scene, fece il suo debutto solo nel 1997, in una messa in scena a Londra. Alberto Ginastera ha composto un terzo adattamento, Beatrix Cenci, fece il suo debutto nel 1971.

## Accoglienza
La tragedia ottenne recensioni contrastanti sin dal momento della sua stesura. Mary Shelley, scrittrice e moglie del poeta, definì I Cenci la migliore tragedia dei tempi moderni e, in particolare, riteneva l'ultimo atto dell'opera il capolavoro assoluto del marito. Lord Byron, pur non ritenendo il soggetto ideale per un'opera teatrale, chiamò I Cenci un lavoro di grande potere e poesia, definendola "forse la migliore tragedia che i tempi moderni abbiano prodotto". Pare che anche William Wordsworth abba definito l'opera la più grande tragedia del suo tempo. La critica letteraria inglese non fu altrettanto positiva e definì l'opera "immorale", "odiosa" e "abominevole" per via dei suoi contenuti.
Il pubblico della prima londinese, allestita in forma privata nel 1886, apprezzò grandemente la tragedia: per Oscar Wilde nessuno capì mai la missione del drammaturgo né il significato dell'arte drammatica quando Shelley, che i fratelli Alfred e H. Buxton Forman elevarono al rango di predecessori come Sofocle, Euripide e Shakespeare. Molto positivi anche i commenti del futuro premio Nobel George Bernard Shaw, che affermò che solo Shelley e Shakespeare erano in grado di rappresentare la disperazione a tali livelli qualitativi.